# Joost de Lalaing
Joost van Lalaing (1437 – Utrecht, 5 agosto 1483) è stato un nobile e militare olandese.

## Biografia
Joost de Lalaing era il figlio primogenito di Simon de Lalaing. Nel 1468 Carlo il Temerario lo nominò balivo della Contea delle Fiandre.
Nel 1463 divenne Ammiraglio delle Fiandre. Nel 1476 fu membro del Consiglio Ducale di Carlo il Temerario. Dal 1477 venne nominato ciambellano alla corte della figlia di Carlo, Maria di Borgogna. Nel 1478 venne creato cavaliere dell'Ordine del Toson d'oro. Quando Wolfert VI di Borselen non poté più controllare la situazione nella Contea d'Olanda ed in quella di Zelanda, Joost venne nominato statolder di queste regioni. Rimase stadtholder sino alla propria morte nel 1483. Joost de Lalaing morì durante l'assedio di Utrecht, nel corso delle Guerre tra Hoeken e Kabeljauwen.

## Matrimonio e figli
Joost de Lalaing sposò Bonne de Viefville nel 1462. La coppia ebbe quattro figli:
- Karel (1466–1525), signore e primo conte di Lalaing
- Antoine (1480–1540), signore di Montigny e primo conte di Hoogstraten e Culemborg
- Antonia (?-1540), sposò Filippo, signore di Habart
- Margareta, sposò Philip le Josne, e poi Luigi, signore di Longueval